# Laura Rosella
Pour les articles homonymes, voir Rosella (homonymie).
Laura C. A. Rosella est une épidémiologiste canadienne qui est professeure agrégée à la Dalla Lana School of Public Health de l'Université de Toronto. Elle étudie la santé publique et les déterminants sociaux de la santé. Rosella est titulaire d'une Chaire de recherche du Canada en analyse de la santé des populations.

## Formation
Rosella était étudiante de premier cycle à l'Université de Toronto, où elle s'est spécialisée en sciences de la santé et en épidémiologie. Elle est restée à l'Université pour ses études supérieures, où elle a évalué les risques pour la santé publique chez les personnes atteintes de diabète sucré, avec une thèse de doctorat intitulée « A population based approach to diabetes mellitus risk prediction : methodological advances and practical applications » (2009).

## Recherche et carrière
Rosella est professeure à la Dalla Lana School of Public Health (en) de l'Université de Toronto. Rosella est directrice scientifique du Laboratoire d'analyse de la santé des populations. Elle a cherché à prévenir le diabète grâce à des dépistages réguliers et à des partenariats avec les ministères provinciaux de la Santé. Elle a développé DPoRT, un outil de risque pour la population diabétique qui identifie les seuils optimaux pour les dépistages de santé afin de prévenir les résultats médicaux indésirables. Parallèlement, Rosella étudie comment les personnes atteintes de diabète accumulent des maladies chroniques. Elle combine sa compréhension des données sur les facteurs de risque sociaux et comportementaux avec une compréhension de l'utilisation des soins de santé pour éliminer les inégalités de santé persistantes. 
En novembre 2020, Rosella a rejoint l'Institute for Better Health en tant que titulaire de la chaire de recherche Stephen Family en santé communautaire.  À ce titre, elle cherche à améliorer la prise de décision en matière de santé publique et à promouvoir une répartition équitable des soins de santé. Rosella a évalué l'utilisation de l'apprentissage automatique pour prédire la santé de la population. Elle a découvert que la majorité des applications d'apprentissage automatique n'utilisaient que des sources de données traditionnelles et rarement des mégadonnées. 

## Prix et distinctions
- Prix de début de carrière de la Société canadienne d'épidémiologie et de biostatistique[8]
- Prix d'épidémiologie Brian MacMahon en début de carrière de la Society for Epidemiologic Research (en)[9]
- Top 40 canadien des moins de 40 ans [10]
- Présidente élue de la Société canadienne d'épidémiologie et de biostatistique.

## Publications (sélection)
- (en) Jeffrey C Kwong, Kevin L Schwartz, Michael A Campitelli, Hannah Chung, Natasha S Crowcroft, Timothy Karnauchow, Kevin Katz, Dennis T Ko, Allison J McGeer, Dayre McNally, David C Richardson, Laura C Rosella, Andrew Simor, Marek Smieja, George Zahariadis et Jonathan B Gubbay, « Acute Myocardial Infarction after Laboratory-Confirmed Influenza Infection. », The New England Journal of Medicine, MMS, vol. 378, no 4,‎ 1er janvier 2018, p. 345-353 (ISSN 0028-4793 et 1533-4406, OCLC 231027780, PMID 29365305, DOI 10.1056/NEJMOA1702090).
- (en) Danuta M Skowronski, Gaston De Serres, Natasha S Crowcroft, Naveed Z Janjua, Nicole Boulianne, Travis S Hottes, Laura C Rosella, James A Dickinson, Rodica Gilca, Pam Sethi, Najwa Ouhoummane, Donald J Willison, Isabelle Rouleau, Martin Petric, Kevin Fonseca, Steven J Drews, Anuradha Rebbapragada, Hugues Charest, Marie-Eve Hamelin, Guy Boivin, Jennifer L Gardy, Yan Li, Trijntje L Kwindt, David M Patrick, Robert C Brunham et Canadian SAVOIR Team, « Association between the 2008-09 seasonal influenza vaccine and pandemic H1N1 illness during Spring-Summer 2009: four observational studies from Canada », PLOS Medicine, PLoS, vol. 7, no 4,‎ 6 avril 2010, e1000258 (ISSN 1549-1277 et 1549-1676, OCLC 54674092, PMID 20386731, PMCID 2850386, DOI 10.1371/JOURNAL.PMED.1000258).
- (en) Maria I Creatore, Richard H Glazier, Rahim Moineddin, Ghazal S Fazli, Ashley Johns, Peter Gozdyra, Flora I Matheson, Vered Kaufman-Shriqui, Laura C Rosella, Doug G Manuel et Gillian L Booth, « Association of Neighborhood Walkability With Change in Overweight, Obesity, and Diabetes », Journal of the American Medical Association, American Medical Association, vol. 315, no 20,‎ 1er mai 2016, p. 2211-2220 (ISSN 0098-7484 et 1538-3598, OCLC 1124917, PMID 27218630, DOI 10.1001/JAMA.2016.5898).